# Berthold Beitz
Berthold Beitz, né le 26 septembre 1913 à Bentzin et mort le 30 juillet 2013 à Kampen, est un industriel allemand, dirigeant du groupe Krupp puis de sa Fondation de 1953 à sa mort, nommé Juste parmi les Nations en 1973.

## Biographie

### Seconde Guerre mondiale
Beitz est employé de la Shell à Hambourg à partir de 1938. Il est nommé directeur de l'usine de Boryslaw de la Carpathian Oil, en Ukraine en juillet 1941. Compte tenu de l'importance de ces installations pour l'effort de guerre, il a pu employer et ainsi sauver des centaines de Juifs, qu'il employait dans son usine (avec le brassard Rüstung [armement], ils étaient intouchables). Il témoigne : « J'aurais dû employer du personnel qualifié. En lieu de quoi je choisis des tailleurs, des coiffeurs et des étudiants talmudiques et leur procurai des cartes de 'techniciens pétroliers' ».

### Après la guerre
Il fait en 1953 la rencontre d'Alfred Krupp, qui craint pour l'avenir de son groupe compte tenu de ses activités pendant le régime nazi. Faisant peu confiance à son fils, il cherche un successeur au passé irréprochable et place Beitz à la tête de son groupe. 
À la mort d'Alfred Krupp en 1967, Beitz persuade les héritiers de créer une fondation, qui possède encore 25 % du groupe ThyssenKrupp.
En mars 2013, quelques mois savant sa mort, il démet de ses fonctions Gerhard Cromme (de), président du groupe et son successeur désigné à la Fondation, à la suite de scandales ayant touché le groupe sidérurgique[réf. non conforme]